# Shim Mina
Shim Mina (심민아 (), Uijeongbu, Provincia de Gyeonggi, 1 de diciembre de 1972), conocida como Mina (미나), es una cantante y bailarina surcoreana. Saltó a la fama en la Copa del Mundo 2002, y eventualmente decidió convertirse en cantante K-pop.

## Carrera de baile
Fue inicialmente una bailarina secundaria para varios artistas pop coreanos como Park Jin-young y Park Ji-yoon.

## Descubrimiento
Encontró fama instantánea como "Miss Copa del Mundo" durante el  Mundial de la FIFA 2002; cuando sus fotos con el pañuelo "Be The Reds!" alrededor de su pecho y la bandera de Corea utilizada como una falda fueron vistas en todo el mundo. Después, firmó un contrato discográfico con J-Entercom Entertainment, y se preparó para lanzar su álbum debut.

## Discografía

### Álbumes
Rendezvous
1. Intro
2. 일났어
3. 전화받어 (Contesta el teléfono)[4]
4. 꿈*은 이루어진다
5. 월화수목금토일
6. Middletro
7. 버터플라이
8. 누가봐
9. 내 멋대로 하겠어
10. 문제야
11. 우연
12. 전화받아 (Old School Mix)

Re:Turn 2 Mina
1. Intro
2. 짱
3. 돌아 (Funky Mix)
4. 때로는
5. 비밀
6. 유혹
7. 후회
8. 미운오리
9. Tequila
10. 돌아 (Club Mix)
11. Outro

Kiss Kiss
1. Concept
2. Kiss Kiss
3. Come (와바)
4. Fall In (My Sunshine)
5. Kill Mr.Bond
6. Istanbul
7. Red
8. Sweet Love
9. Oh Oh
10. Too Hot
11. Fake Love (거짓사랑)
12. Destiny (운명)
13. Kiss Kiss (Hip Hop ver.)

Minastasia
1. Intro
2. Look (Feat. Ak'sent)
3. Player (Feat. Uptown)
4. 가까이와 (Feat. Jessica)
5. 취하고 싶어 (Feat. 이승현)
6. 좋아 (Feat. 이승현)
7. 그 사람이 아프면 나도 아픕니다
8. 돌아
9. 깊이 깊이
10. Turn
11. Look (Dakey's Hybrid Remix)
12. Look (Feat. Ak'sent) (MV Edit)

## Premios
| Año  | Premio                  | Categoría           | Trabajo                       | Resultado |
| ---- | ----------------------- | ------------------- | ----------------------------- | --------- |
| 2002 | Mnet Asian Music Awards | Mejor Artista Nueva | "Answer the Phone" (전화받어) | Nominada  |